# لفراق (مسلسل)
لفراق هو مسلسل تلفزيوني درامي جزائري عُرض لأول مرة في رمضان 1446 هـ (2025) على شاشة تلفزيون الجزائري.

## قصة
يعيش زوجان من الطبقة الوسطى حياة هادئة مع ابنتهما ذات الـ14 عامًا، لكن توازن الأسرة ينهار عندما تطلب الزوجة الطلاق، عازمة على مغادرة البلاد لتحقيق مستقبل أفضل لابنتها. في المقابل، يرفض الزوج التخلي عن حياته بسبب التزامه برعاية والده المصاب بالزهايمر. وسط هذا الصراع، تتفاقم الخلافات، وتترك أثرها العميق على الجميع، فهل ستنتصر رغبة الأم في الرحيل أم مسؤولية الأب تجاه والده؟.

## الممثلون
البطولة
- هيفاء رحيم
- خالد بن عيسى
- زهرة حركات
- منال غربي
- عثمان بن دواد
- أيوب عمريش
- عديلة بن ديمراد
- هشام بن ميرة
- الهادي دوار
- ريتاج عبد الله
- فيصل قاصد علي

وعدة نجوم وممثلين جزائريين

## روابط خارجية
- لفراق على موقع IMDb (الإنجليزية)
- لفراق على موقع قاعدة بيانات الأفلام العربية